# Международный день жертв насильственных исчезновений
Международный день жертв насильственных исчезновений, который также называют День пропавших без вести, отмечается 30 августа каждого года. Он провозглашён с целью привлечь внимание общественности к судьбе лиц, попавших в заключение, чьё местонахождение неизвестно для их родственников и/или законных представителей. Инициатива провозглашения этой даты исходила в 1983 году от Латиноамериканской федерации ассоциаций родственников задержанных-исчезнувших (Federación Latinoamericana de Asociaciones de Familiares de Detenidos-Desaparecidos, FEDEFAM), неправительственной организацией, основанной в 1981 году в Коста-Рике и объединившей местные и региональные группы, активно боровшиеся против тайного тюремного заключения, насильственных исчезновений и похищения в ряде латиноамериканских стран.
Борьба с тайным заключением в тюрьмы является важной частью деятельности целого ряда международных организаций и неправительственных организаций в области правозащитной деятельности и гуманитарной помощи, включая такие как Управление Верховного комиссара Организации Объединенных Наций по правам человека (УВКПЧ) и Международный комитет Красного Креста (МККК), а также «Amnesty International» и «Репортёры без границ».
Международный день жертв насильственных исчезновений — это возможность ещё раз осветить работу этих организаций, повысить осведомленность общественности, призвать к пожертвованиям и к работе волонтёров и добровольцев.
Среди этих организаций особо выделяется МККК. Он имеет особые привилегии из-за его статуса негосударственного суверенного образования и его строжайшей политики нейтралитета. В некоторых случаях МККК является единственной организацией, получающей доступ к определенным группам заключенных, что позволяет обеспечить минимальный уровень контакта с ними и контроля за оказанием им медицинской помощи. Часто сообщения, переданные МККК, являются единственной информацией о судьбе заключённых для родственников и близких.
Посещение лиц, содержащихся под стражей в связи с вооружёнными конфликтами и позволяющих восстановить и поддерживать контакты с их семьями, является очень важной частью мандата МККК. Однако понятие пропавших или пропавших без вести выходит далеко за пределы жертв насильственного исчезновения. Он включает всех тех, чьи семьи потеряли контакт в результате конфликтов, стихийных бедствий или других трагедий.
Тюремное заключение в тайных или неопределенных обстоятельствах является грубым нарушением прав человека, а в случае вооружённого конфликта — также и международного гуманитарного права. Генеральная Ассамблея ООН приняла Декларацию о защите всех лиц от насильственных исчезновений качестве резолюции 47/133 от 18 декабря 1992 года.
Число исчезновения людей в неизвестных обстоятельствах исчисляется десятками тысяч и практикуется во многих странах странах. В частности, рабочая группа УВКПЧ по насильственным или недобровольным исчезновениям исчисляет число таких стран сорока шестью.
30 августа 2008 года Международная коалиция против насильственных исчезновений, которая объединяет организации членов семьи и правозащитные организации со всего мира, объединила свои усилия для проведения глобального мероприятия в целях содействия более широкой ратификации принятой в 2006 году Международной конвенции для защиты всех лиц от насильственного исчезновения.